# Anacroneuria rosita
Anacroneuria rosita és una espècie d'insecte plecòpter pertanyent a la família dels pèrlids.

## Descripció
- Els adults presenten les antenes de color marró, les ales grogues amb la nervadura marró i els palps, les potes, el pronot i el cap grocs.
- Les ales anteriors del mascle fan 10 mm de llargària.
- La femella no ha estat encara descrita.[5]

## Hàbitat
En el seu estadi immadur és aquàtic i viu a l'aigua dolça, mentre que com a adult és terrestre i volador.

## Distribució geogràfica
Es troba a Sud-amèrica: Colòmbia.